# Latvijas Hokeja Federācija

Das Logo der Latvijas Hokeja Federācija

Der Lettische Eishockeyverband (auf Lettisch Latvijas Hokeja Federācija) ist der nationale Eishockeyverband des Landes Lettland, der 1930 gegründet wurde und 1931 als Mitglied in den Vorläufer der IIHF, der Ligue internationale de hockey sur glace, aufgenommen wurde. Mit der Besetzung Lettlands durch die Sowjetunion erlosch die Mitgliedschaft in der IIHF 1946. Nach der Unabhängigkeitserklärung und der Neugründung des Eishockeyverbandes 1991 wurde Lettland beim IIHF-Kongress in Prag wieder in die IIHF aufgenommen.
Auf internationaler Ebene präsentieren die lettische Eishockeynationalmannschaft, die lettische Damennationalmannschaft und die Nachwuchs-Nationalmannschaften den Verband. Über 7000 Spieler und 150 Schiedsrichter sind durch den Verband lizenziert. Außerdem organisiert der Verband die Lettische Eishockeyliga, die zweite und dritte Liga sowie den Nachwuchsspielbetrieb und die Fraueneishockeyliga.
Es wurde bis heute eine A-Weltmeisterschaft der Männer vom lettischen Eishockey-Verband ausgerichtet, die Eishockey-Weltmeisterschaft 2006 in Riga. Daneben hat man schon eine Reihe von Junioren-Weltmeisterschaften ausgetragen (u. a. 2001, 2003 und 2006).

## Präsidenten
- Vilnis Burtnieks (1992–1994)
- Kirovs Lipmans (1994–1995)
- Uģis Magonis (1995–1998)
- Kirovs Lipmans (seit 1998)